# 孟楠 (萬曆進士)
孟楠（？—？），字伯茂，號蘧林，直隸大名府濬縣人，明朝政治人物。

## 生平
萬曆十九年（1591年）辛卯科順天鄉試舉人，二十六年（1598年）戊戌科三甲第十八名進士。工部觀政，任山東樂安縣知縣，三十二年（1604年）升南京工部主事，榷蕪湖關及北新關稅，三十六年升員外郎、郎中，三十八年出為漢中府知府，次年京察去職。四十年降为两淮运判，四十一年升南京户部福建司主事，四十五年歷升员外郎、郎中，天啓元年（1621年）改北户部江西司郎中，次年改云南司，管京粮所，天啓三年升山西按察司副使，天啟六年（1626年）三月升陝西布政使司右參政、兵備西安，崇禎元年（1628年）三月升陝西按察使，二年升右布政使，以病免官歸里，年七十餘卒。

## 家族
曾祖孟璞；祖父孟繼，按察使；父孟含霓，南京工部主事。

## 引用
1. ↑  《萬曆二十六年戊戌科進士履歷》：孟楠，曾祖璞。祖继。父含。讓林，春秋房，己巳二月初二生。濬縣人，辛卯六十五，会二百三十，三甲十八。工部政，授山东乐安知县，甲辰升南工部主事，乙巳芜湖抽分，戊申升本部郎中，庚戌升漢中知府，辛亥京察，壬子降两淮运判，癸丑升南户部付建司主事，丁巳升员外，升郎中，辛酉代除北户部江西司郎中，壬戌改云南司，管京粮所，癸亥升山西付使，丙寅升陕西参政，丁卯升按察使，戊辰补原职，己巳升右布政。
2. ↑  天啟六年三月，陞山東副使孟楠為陝西右參政備兵西安。
3. ↑  崇禎元年三月，陞陝西右參政孟楠為本省按察使。
4. ↑  《濬縣志》